# Paramarphysa teres
Paramarphysa teres är en ringmaskart som beskrevs av Treadwell 1922. Paramarphysa teres ingår i släktet Paramarphysa och familjen Eunicidae. Inga underarter finns listade i Catalogue of Life.